# 카르멘 라포레

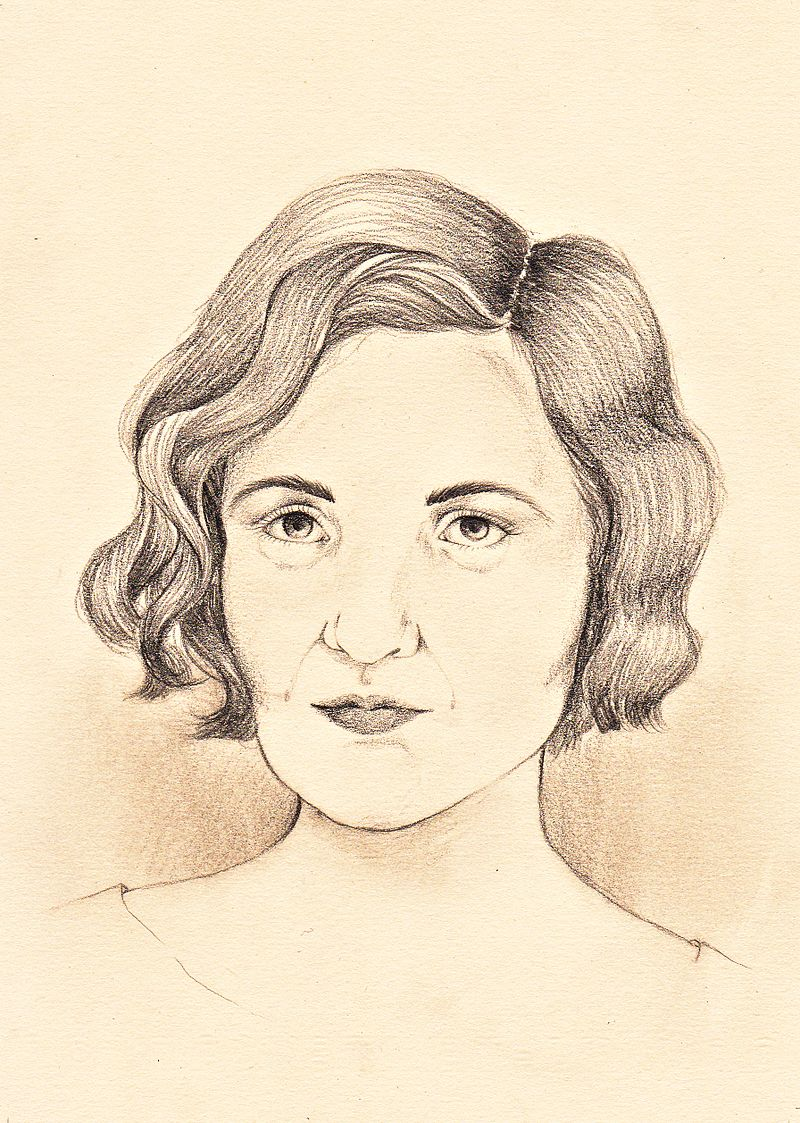

카르멘 라포레(Carmen Laforet, 바르셀로나 1921년 9월 6일 – 마드리드, 2004년 2월 28일)는 스페인 내전 이후 기간의 스페인의 여류 작가이다.
<나다(아무렇지도 않다)>(1944)는 바르셀로나에 이사를 해서 거주한 한 여성의 생활을 소박하고 생생하게 그린 작품인데 이 한 작품으로 일약 문단에 데뷔했다.
이 작품은 에스파냐 내란 이후의 가장 주목할 만한 작품으로 나다르상(賞)을 수상했다. 특히 이 작품은 주인공인 평범한 한 여성의 인생을 내다보는 작자의 리얼리즘이 너무나 투철했던 것으로 높이 평가되었다. <새로운 여자>(1955)는 간통사건을 소재로 한 것으로 그리 새로운 것은 아니었고 결국 첫 작품을 능가하는 작품은 쓰지 못했다.

## 같이 보기
- 실존주의
- 스페인 내전